# Eoaleurina foliicola
Eoaleurina foliicola — вид грибів, що належить до монотипового роду  Eoaleurina.

## Поширення
Знайдений у штаті Санта-Катаріна, Бразилія.